# Карлос Дельгадо Чальбо
Ка́рлос Дельга́до Ча́льбо (ісп. Carlos Román Delgado Chalbaud Gómez, 20 січня 1909 — 13 листопада 1950) — голова військової хунти Венесуели з 1948 до 1950 року.
В уряді Ромуло Гальєгоса займав пост міністра оборони. Гальєгос та його попередник, Бетанкур, намагались обмежити сферу діяльності іноземного капіталу, особливо США, підвищивши податки на нього. 24 листопада 1948 року Дегальдо очолив переворот та усунув Гальєгоса. Він скасував попередні закони щодо підвищення податку на іноземний капітал і надав ще більші концесії.
13 листопада 1950 року 41-річний Дельгадо був викрадений та вбитий за нез'ясованих обставин. В цьому підозрюється Маркос Перес Хіменес, який після смерті Дельгадо став фактичним главою уряду, а 1952 року — президентом Венесуели. Цій події присвячено венесуельський мінісеріал «Убивство Дельгадо Чалбо» (RCTV).